# 久崎町
久崎町（くざきちょう）は、かつて兵庫県中西部(西播磨地区)に存在していた町。佐用郡。本項では町制前の名称である久崎村（くざきむら）についても述べる。
1958年、上月町と合併し、新たに上月町となったため地方自治体として消滅した。
旧町域は現在の佐用町の南西部に相当する。

## 概要
現在の佐用町久崎、櫛田、家内、円光寺、上秋里、下秋里、西新宿、大日山、小赤松、大酒、大釜に相当する。

## 沿革
- 1889年（明治22年）4月1日 - 町村制施行に伴い佐用郡久崎村発足。
- 1940年（昭和15年）3月1日 - 久崎村が町制施行、久崎町発足。
- 1955年（昭和30年）3月25日 - 赤穂郡赤松村の一部(小赤松、大酒、旭日字抜位)を編入(赤松村の残部は合併し赤穂郡上郡町に)。
- 1958年（昭和33年）6月15日 - 上月町と合併し新たに上月町が発足したため消滅。

## 交通

### 鉄道
- 智頭急行智頭線:久崎駅（当時未開業）

### 道路
旧町域には現在も高速道路は通っていない。
- 国道373号
- 兵庫県道368号吉永下徳久線